# Charles M. Rice
Charles Moen Rice (Sacramento, 1952. augusztus 25. –) amerikai virológus, Nobel-díjas, akinek legfőbb kutatási területe a Hepatitis C. A New York-i Rockefeller Egyetem professzora.
Rice a Tudományos Fejlődésért Amerikai Szervezet és a Nemzeti Tudományos Akadémia tagja, valamint 2002–2003-ban az Amerikai Virológiai Társaság  elnöke volt. 2016-ban Ralf F. W. Bartenschlager és Michael J. Sofia mellett ő kapta meg a Lasker-DeBakey Klinikai Kutatási Díjat. Michael Houghton és Harvey J. Alter mellett őt tüntették ki Fiziológiai és orvostudományi Nobel-díjjal a Hepatitis C vírus felfedezéséért.